# Christoph Wamser

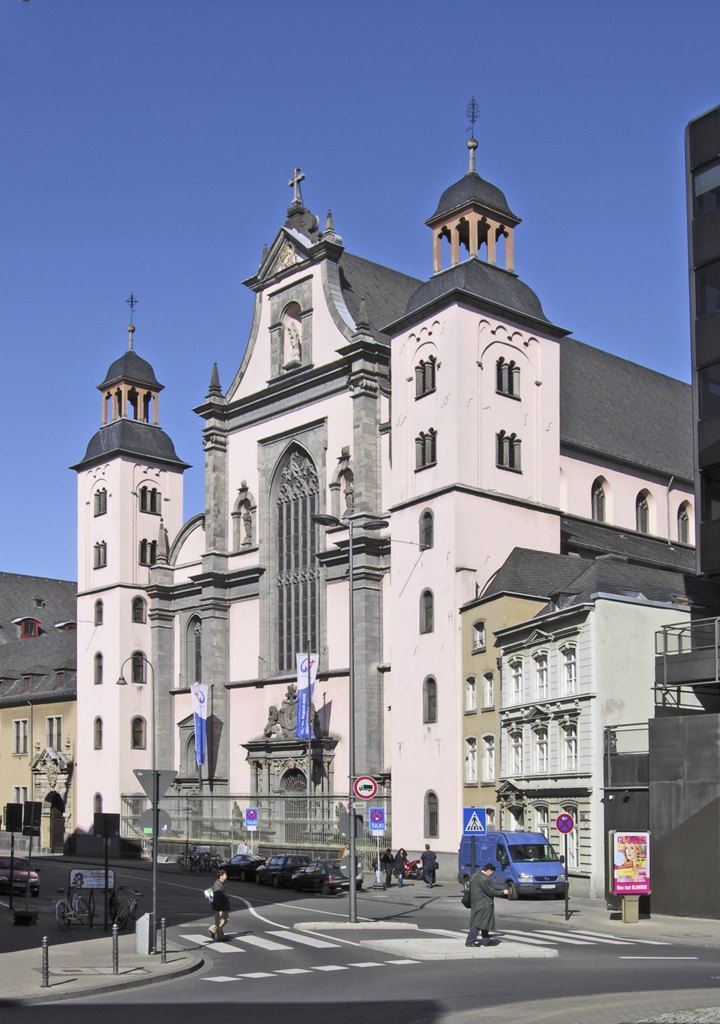
Kirche St. Mariä Himmelfahrt in Köln

Christoph Wamser (* ca. 1575 in Wolfach; † vermutlich 1649 in Köln) war ein deutscher Architekt des Barock.

## Leben und Wirken
Christoph Wamser entwarf Kirchen, die dem von den Jesuiten konzipierten Typ gegenreformatorischer Kirchen entsprachen. Diese enthalten Motive der Gotik wie der Romanik, die wie auch andernorts nördlich der Alpen üblich als zeitlos gültige Elemente eines Kirchenbaustils verstanden werden. Dies lässt sich beispielsweise an Wamsers Hauptwerk, der Jesuitenkirche in Molsheim, dem Dompeter (Domus Petri) bei Avolsheim, aber auch an der Kirche St. Mariä Himmelfahrt in Köln ablesen. Weitere Bauwerke Wamsers sind die Kreuzbergkirche in Bonn und Kirchen in Coesfeld und Paderborn.
Wamser zugeschrieben wird die Kirche St. Michael in Aachen.